# Upolu
Upolu je ostrov vulkanického původu, nacházející se v jižním Pacifiku v souostroví Samoa. Je to druhý největší ostrov souostroví. Jeho délka je 75 km, zabírá plochu 1125 km² a nejvyšší bod je 100 m nad hladinou moře. Na ostrově trvale žije přibližně 134 tisíc lidí, nachází se zde i hlavní město Samoy Apia.
V polynéské mytologii je jméno Upolu jméno první ženy, která vstoupila na ostrov. Na konci 18. a začátkem 19. století se krátce nazýval i Ojalava, resp. Ojolava.
Ostrov představuje vynořený zbytek masivního čedičového štítového vulkánu, který se vytvořil ve dvou periodách v pliocénu až pleistocénu. Poslední aktivita je datována jen na několik desítek tisíc let a představuje ji několik lávových proudů nedaleko centrálního hřbetu ostrova.
Na ostrově žil koncem 19. století Robert Louis Stevenson (vlastnil asi 1,4 km² pozemků v osadě Vailima nedaleko hlavního města), v roce 1894 zde zemřel a je zde také pohřben. Rezidence se postupně stala sídlem guvernéra Německé Samoy, britského guvernéra a novozélandského správce, po získání nezávislosti i sídlem předsedy vlády. Později se v budově nacházelo Stevensonovo muzeum.
Dle Guinnessovy knihy rekordů (z roku 2005) na ostrově žije i nejmenší známý pavouk (Patu marplesi).